# کندیس کروجر
کندیس کروجر (به انگلیسی: Kandace Krueger) (زاده ۲۷ می ۱۹۷۶) روزنامه نگار، خواننده، مدل، مجری تلویزیون و ملکه زیبایی اهل آمریکا است.
او در سال ۲۰۰۱ ملکه زیبایی ایالات متحده آمریکا شد و در مراسم دوشیزه جهان ۲۰۰۱ به نمایندگی از آمریکا راه یافت و مقام دوم را کسب کرد.